# Tour du Doubs 2001
Il Tour du Doubs 2001, sedicesima edizione della corsa, si svolse il 8 luglio su un percorso di 207 km. Fu vinto dal francese Eddy Lembo della Jean Delatour davanti al belga Bert De Waele e allo svizzero Pierre Ackermann.

## Ordine d'arrivo (Top 10)
| Pos. | Corridore           | Squadra                   | Tempo    |
| ---- | ------------------- | ------------------------- | -------- |
| 1    | Eddy Lembo          | Jean Delatour             | 4h46'23" |
| 2    | Bert De Waele       | Landbouwkrediet-Colnago   | a 1'10"  |
| 3    | Pierre Ackermann    | Post Swiss Team           | s.t.     |
| 4    | Alexandre Grux      | Ag2r Prévoyance-Décathlon | s.t.     |
| 5    | Thierry Marichal    | Lotto-Adecco              | a 1'19"  |
| 6    | Christophe Brandt   | Lotto-Adecco              | a 1'38"  |
| 7    | Jurgen Van De Walle | Landbouwkrediet-Colnago   | s.t.     |
| 8    | Laurent Estadieu    | Ag2r Prévoyance-Décathlon | a 1'41"  |
| 9    | Emmanuel Bonnot     |                           | a 1'53"  |
| 10   | Charles Guilbert    | Bonjour                   | s.t.     |